# Saint-Trivier-de-Courtes
Saint-Trivier-de-Courtes är en kommun i departementet Ain i regionen Auvergne-Rhône-Alpes i östra Frankrike. Kommunen ligger  i kantonen Saint-Trivier-de-Courtes som ligger i arrondissementet Bourg-en-Bresse. Kommunens areal är 16,53 km². År 2022 hade Saint-Trivier-de-Courtes 1 122 invånare.

## Befolkningsutveckling
Antalet invånare i kommunen Saint-Trivier-de-Courtes
Referens: INSEE